# Sieglinda Zigler
Sieglinde Lenk Zigler (São Paulo, 16 de julho de 1919 — Rio de Janeiro, 22 de dezembro de 1986) foi uma nadadora brasileira, que participou de uma edição dos Jogos Olímpicos de Berlim em 1936 pelo Brasil. É irmã da também nadadora Maria Lenk.

## Biografia
Era nadadora do Floresta, atual Clube Esperia. Integrou a delegação brasileira nos Jogos Olímpicos de Verão de 1936, em Berlim, na Alemanha. Na competição, disputou os 100 metros costas, onde disputou a primeira bateria, não chegando à final da prova. Nas provas de 100 e 400 metros livres, não classificou-se para as próximas etapas, disputando apenas a parte classificatória.
Em 1936, foi a vencedora da tradicional Travessia de São Paulo a Nado.

### Morte
Sieglinde morreu na cidade do Rio de Janeiro, no ano de 1986. Sua missa de sétimo de dia foi realizada na Paróquia São Paulo Apóstolo, em Copacabana.
No ano de 2022, seu filho, doou seu acervo junto ao Arquivo Nacional (AN).